# Un été généreux

Un été généreux également connu sous le titre Un été prodigieux (en russe : Щедрое лето) est un film soviétique réalisé par Boris Barnet  en 1950 et sorti le 8 mars 1951.

## Synopsis
Comme il est écrit dans le livre de Vincent Pinel, Le Siècle du cinéma édité par les Éditions Larousse, Un été prodigieux est une comédie kolkhozienne.
Dans une série de différentes séquences nous montrant la vie de personnages incarnant les principaux acteurs d'une vaste ferme collective, on découvre, sans beaucoup expliquer, les problèmes matériels, économiques, psychologiques qui se résolvent plutôt bien que mal, sous la pression de l'administration qui utilise l'esprit de compétition et la vanité des individus par le biais des récompenses pour atteindre ses objectifs. Et pour ceux qui préfèrent à l'administration, la nature, les animaux  et les chansons, ils ne sont pas oubliés.
Quelques scènes :
- l'accueil à la gare de l'Héroïne du travail socialiste, Oksana Podproujenko accueillie par son père, un représentant des cheminots, le chef de gare, un délégué qui n'arrive pas en placer une et un groupe de femmes qui n'en peuvent plus de bonheur mais Oksana sait que c'est comme cela que l'on manifeste habitudellement ;
- la rencontre humide de Petr Andreïevitch Sereda, le soldat qui revient de guerre, et de la kolkhozienne, Vera Gorochko, car elle tombe dans la rivière et lui plonge pour le secourir ;
- Véra piquée au vif devant son groupe de travailleuses, lorsqu'elle voit devant le champ de blé cultivé par l'équipe d'Oksana, un panneau flambant neuf indiquant qu'il a produit trente quintaux à l'hectare ;
- la zoologiste, Nadejda Mikhaïlovna dénonçant l'incurie du directeur de ferme, Filipp Tesliouk devant le secrétaire du comité de district ;
- de nombreuses réunions et rencontres où l'on reçoit des réclamations pour obtenir des moyens, toujours plus de moyens pour améliorer, agrandir, réparer, pour obtenir une mutation dans d'autres services ce qui engendre frustrations, jalousies, rivalités, inquiétudes, critiques. Dans d'autres on parle de chiffres, de coopération avec d'autres kolkhozes, d'achats, de projets d'avenir souvent entravés par les habitudes, le conservatisme et les tensions causées par l'humiliation que, pour s'adapter au monde qui change, subissent ceux  qui doivent renier ce qu'ils ont réalisé auparavant ;
- la rencontre du secrétaire du comité de district et du président d'une autre ferme collective qui transporte sa femme dans une carriole leur donne l'occasion d'évoquer la création d'une maison de cure ;
- les différentes étapes de la moisson avec les moissonneuses batteuses, le vannage avec les tarares, la mise en sacs, le transport et le comptable qui enregistre les quantités récoltées ;
- la dernière séquence est celle de l'exposition agricole régionale qui permet aux meilleurs kolkhozes de la région de montrer leurs productions et leurs animaux avec la présentation commentée d'une maquette d'un projet de « ferme collective » auquel se sont associés trois kolkhozes.

## Fiche technique
- Titre original : Щедрое лето
- Titre français : Un Eté généreux pour l'édition en DVD ou Un été prodigieux pour Georges Sadoul,  Vincent Pinel,
- Réalisation : Boris Barnet
- Scénario : Nikolaï Aleksandrovitch Daliokine (ru) et Evgueni Mikhaïlovitch Pomechtchikov (ru) adapté du roman de Elizar Iourievitch Maltsev (ru), Du Cœur (en russe : От всего сердца)
- Musique : Guerman Leontievitch Joukovski (ru)
- Texte des chansons : Andreï Samoïlovitch Malychko (ru)
- Décors : Nikolaï Iourov et Oleh Heorhiïovytch Stepanenko (uk)
- Costumes : E. Gorskaïa
- Maquillage : N. Chemiakine
- Photographie : Alekseï Aleksandrovitch Michourine (ru)
- Son : Andriï Makarovytch Demydenko (uk)
- Montage :Nadejda Ratmanskaïa
- Producteur : Naoum Vaïntrob
- Société de production : Studio Dovjenko
- Société de distribution : Bach Films pour le DVD sous-titré en français
- Pays de production :Union des républiques socialistes soviétiques
- Langue originale : russe
- Format : couleur – 35 mm – mono – 1,37:1
- Genre : comédie
- Durée : 87 minutes
- Date de sortie : 
  - URSS : 8 mars 1951
  - France : 2007 pour le DVD

## Distribution
- Nina Arkhipova : Vera Gorochko
- Tatiana Semionovna Barycheva (ru) : Daria Kirillovna, épouse de Moussi Antonovitch président de la ferme collective « Kok-saghyz ». Non créditée au générique
- Viktor Nikolaïevitch Dobrovolski (ru) : Grigori Panteleïevitch Rouban secrétaire du comité de district
- Anton Vassilievitch Dounaïski (ru) : Anton Vassilievitch Prokoptchouk
- Gueorgui Konstantinovitch Goumilevski (ru) : Moussi Antonovitch président de la ferme collective « Kok-saghhyz »
- Viktoria Guermanovna Guermanova : Iekaterina Matveïevna inscrite « В. Кузнецова » sur le générique
- Tamara Grigorievna Iarenko (ru) : une kolkhozienne. Non créditée au générique
- Alla Kazanskaïa : Nadejda Mikhaïlovna, une zoologiste
- Nonna Koperjynska : Non créditée au générique
- Mikhaïl Kouznetsov : Petr Andreïevitch, frontovik puis chef comptable de la ferme collective
- Nikolaï Krioutchkov : Nazar Trofimovitch Protchenko, président de la ferme collective « En avant »
- Mouza Viktorovna Krepkogorskaïa (ru) : Daria Tarassovna, membre de la brigade des grandes cultures
- Evgueni Pavlovitch Maksimov : Vassili Nikolaïevitch Kolodotchka, comptable à la ferme collective
- Elena Aleksandrovna Maksimova (ru) :
- Hryhoriï  Vassylovytch Mykhaïlov (uk) : un exposant. Non crédité au générique
- Konstantine Nikolaïevitch Sorokine (ru) : Fiodorovitch Tesliouk, Filipp dans les sous-titres, directeur de ferme
- Andreï Korneïevitch Sova (ru) : l'accordéoniste. Non crédité au générique
- Marianna Aleksandrovna Strijenova (ru) : Oksana Podproujenko, contremaître, héroïne des fermes collectives, inscrite « М. Бебутова » sur le générique
- Zoia Nikolaïevna Tolbouzina (ru) : Vera, une kolkhozienne. Non créditée au générique
- Natalia Mikhaïlovna Tsvetkova (ru) : une kolkhozienne. Non créditée au générique
- Mikhaïl Konstantinovitch Vyssotski (ru) : Svirid Demianovitch Podproujenko, père d'Oksana

## Réception critique
- Georges Sadoul, dans Histoire du cinéma mondial éditée par les éditions flammarion, écrit : « Barnett montra de la verve et de l'humanité dans Un été prodigieux, mais sans y approfondir la vie et les problèmes d'une collectivité agricole. »

- Claude-Bounia-Mercier, dans Le Nouveau Guide des films édité par les Éditions Robert Laffont, écrit : « Réalisé dans la stricte ligne du Parti, cette bande n'est qu'un film très mineur dans l'œuvre de Boris Barnet, même si l'on retrouve par moments le charme naïf et la fraîcheur qui caractérisent son style. C'est donc un film à la gloire du collectivisme où, avec un joyeux entrain et une franche détermination, chacun s'emploie, pris d'une saine émulation, à améliorer, le rendement du kolkhoze — le tout en chansons et dans des paysages pastoraux. »

- En russe, l'article d'Aleksandr Ivanovitch Abramov (ru) à la page 3 du numéro 58 de Moscou Soir (ru), le 19 mars 1951[1].

- En russe, mais la traduction automatique est possible, l'article Défilé de curiosités de Sergueï Anachkine dans le numéro 3 de Iskoustvo Kino en mars 1999[2].

- En russe, Makh Belianski  L'idée et sa solution , (en russe : Замысел и его решение), à la page 4, dans le numéro 21 du journal Koultoura du 13 mars 1951[3].